# Raha (Indonésie)
Pour les articles homonymes, voir Raha.
Raha est une ville d'Indonésie, située sur l'île de Muna. C'est le chef-lieu du kabupaten de Muna.

## L'histoire
La ville de Raha a été fondée en 1906 par le gouvernement colonial néerlandais et est devenue en même temps la capitale du royaume Muna après avoir été transférée de Kotano Wuna lorsque le roi muna La Ode Ngkalili a été renversé conjointement avec la nomination de La Ode Ahmad Maktubu en tant que roi de Muna remplaçant La Ode Ngkalili et la nomination du lieutenant Inf Pallack en tant que cocker. Les Pays-Bas à Muna. Ensuite, le gouvernement néerlandais a commencé à construire des installations et des infrastructures qui ont soutenu l'amélioration des ressources économiques des populations telles que la construction de ports en 1910, la construction du marché central en 1920, la construction d'installations et d'infrastructures d'eau potable en 1930 et la construction de cotonniers en 1937. Pendant l'occupation japonaise de 1942 à 1945, la ville de Raha était le centre du gouvernement de Bunken Muna. Le 14 juillet 1959, la ville de Raha est officiellement devenue la capitale de la régence de Muna.

## Transport
Raha possède un port et un aéroport.
Garuda Indonesia relie Raha à Makassar, la plus grande ville de l'île de Célèbes.

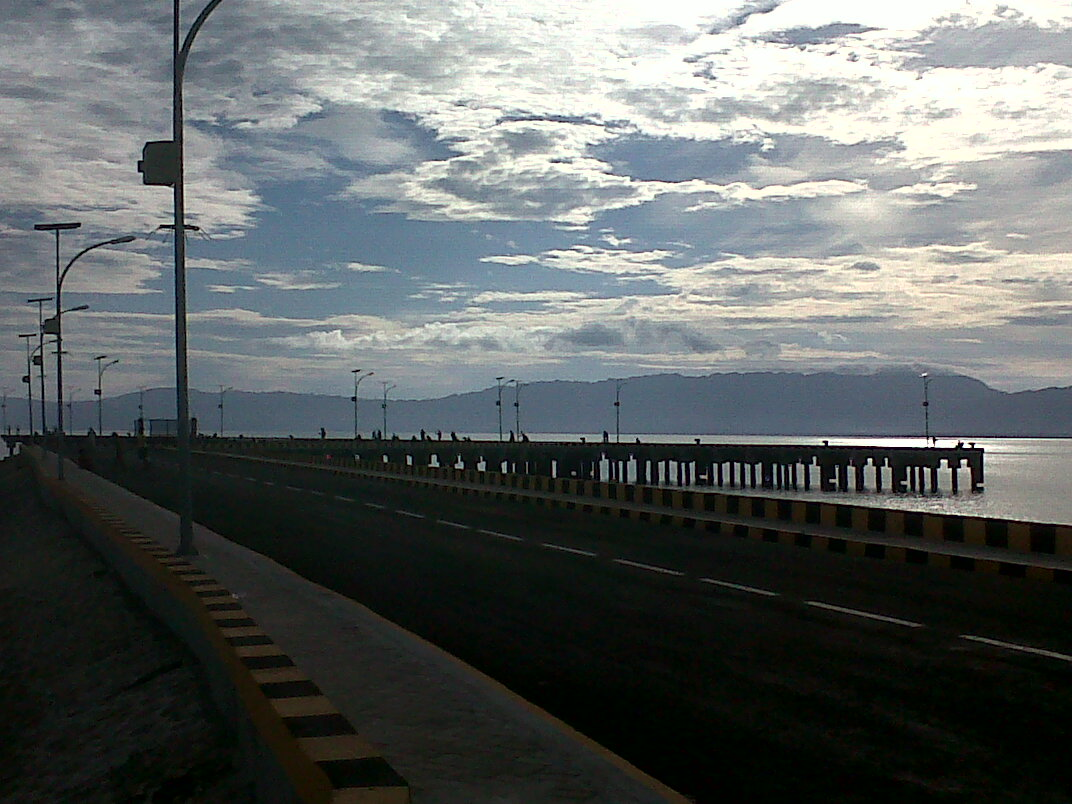
Le port de Raha